# اشتاینلاویورن
اشتاینلاویورن (به لاتین: Steinlauihorn) یک کوه در سوئیس است که در کانتون برن واقع شده‌است. اشتاینلاویورن ۳٬۱۶۲ متر بالاتر از سطح دریا واقع شده‌است.